# Andreia Norton
Andreia Alexandra Norton, (Ovar, 15 de agosto de 1996), é uma futebolista portuguesa que atua como médio. Atualmente joga no Benfica, que atua na Liga BPI, escalão máximo do futebol feminino em Portugal.

## Carreira
Nascida em Ovar, Andreia Norton cresceu a jogar com os rapazes no clube da sua terra, CD Furadouro. Foi aí que iniciou, em 2003, aos 7 anos de idade, o seu percurso no futebol da formação. Nessa altura, Andreia jogava numa equipa mista, pois, não existia uma equipa feminina e até aos sub-12 as equipas mistas são permitidas.
É na UD Oliveirense, que tem o seu primeiro contacto com o futebol sénior, aos 13 anos de idade. Devido à sua tenra idade jogou pouco nessa época, apenas 5 jogos, ainda assim assinalou um golo num jogo contra o Leixões num jogo a contar para o Campeonato Nacional.
No final da época 2009-2010 segue para o Cesarense, equipa do mesmo concelho.

### Cesarense

#### 2010–2013
Entre 2010 e 2013, jogou no Cesarense, com quem, ao longo de 3 épocas conquistou o Campeonato Nacional da 2ª Divisão e também a Taça de Aveiro.

### Clube de Albergaria

#### 2013–2015
As boas atuações ao serviço do Cesarense levaram-na a assinar pelo Clube de Albergaria Mazel, à época uma das equipas mais organizadas do futebol feminino português.
Em Albergaria é eleita por duas ocasiões a melhor jogadora do Campeonato Nacional, 2013-2014 e 2014-2015. Fez parte da equipa que foi vice-campeã da Taça de Portugal em 2014-2015.

### Futbol Club Barcelona

#### 2015–2016
Após ser considerada a melhor jogadora do Campeonato Nacional de 2014-2015, Andreia Norton é anunciada como reforço do FC Barcelona, tinha então 18 anos de idade.

É em Barcelona que enfrenta o primeiro revés da sua carreira, onde passa a época sem jogar depois se passar por duas cirurgias a ambos os joelhos.

### Sporting Clube de Braga

#### 2016–2018
O seu regresso a Portugal dá-se pela porta do SC Braga que havia criado o departamento de futebol feminino nessa época, 2016-2017, fruto do forte investimento da Federação Portuguesa de Futebol no então Campeonato Nacional Feminino Allianz. Nessa época regressa aos relvados participando em 15 jogos, onde apontou um golo, e ajudou a sua equipa a ser vice-campeã nacional e vice-campeã da Taça de Portugal.
Em 2017/2018, Andreia volta à forma que a levou até Barcelona uns anos antes e assinala 19 golos em 28 jogos, números máximos da sua carreira. Ainda que o seu aproveitamento tenha melhorado exponencialmente a sua equipa renovou a posição de vice nas competições em que esteve envolvida.

### SC Sand

#### 2018–2019
No final da época 2017/2018 é confirmada a sua transferência para o SC Sand clube da Frauen-Bundesliga. Na sua segunda experiência no estrangeiro, atuou por 11 vezes no campeonato, mas apenas 1 a titular.

### Football Club Internazionale Milano

#### 2019
No entanto, vê reconhecidas as suas capacidades e evolução, seja no clube ou na seleção nacional, e assim por um dos clubes mais tradicionais do futebol italiano, o FC Internazionale.
No entanto participou apenas em 5 jogos durante a meia-época que lá atuou.

### Sporting Clube de Braga

#### 2020 - 2022
No início de 2020, após uma época e meia no estrangeiro, regressa ao SC Braga. O seu primeiro jogo aconteceu na sua cidade natal, Ovar. Nessa época participa em apenas três jogos, onde marca dois golos. De ressalvar que a época foi interrompida após a implementações de restrições face à pandemia Covid-19.
Ainda assim, e numa final disputada já em janeiro de 2021, O SC Braga e Andreia Norton tornam-se campeões da Taça de Portugal pela primeira vez ao vencerem por 1-3 o Benfica, numa final disputada no Estádio Municipal de Aveiro.
Na época 2021/22 faz parte da equipa vencedora da Taça da Liga Feminina, novamente contra o Benfica, desta feita no desempate por penaltis. Nesse jogo foi eleita a melhor jogadora da final.
Ainda que o SC Braga tenha terminado o campeonato em 3º lugar, Andreia foi eleita, pela 3ª vez na sua carreira, a melhor jogadora da competição.

### Sport Lisboa e Benfica
2022 -
A 1 de Julho de 2022 assina contrato com o Sport Lisboa e Benfica até 2025.

## Estilo de jogo
É vista por treinadores e colegas como uma jogadora polivalente, capaz de desempenhar funções ofensivas com tanta competência quanto faz as defensiva. Alia essa versatilidade à facilidade de remate a meia distância, mas também à tenacidade com que joga.

## Títulos
- FC Cesarense:
Vencedor do Campeonato de Portugal da 2ª Divisão: 2010-11
Vencedor da Taça AF Aveiro: 2011-12
Finalista da Taça AF de Aveiro: 2012-13

- SC Braga
Taça de Portugal: 2019/2020
Taça da Liga: 2021/2022